# Sainte-Foy, Vendée
Sainte-Foy är en kommun i departementet Vendée i regionen Pays de la Loire i västra Frankrike. Kommunen ligger i kantonen Les Sables-d'Olonne som tillhör arrondissementet Les Sables-d'Olonne. År 2022 hade Sainte-Foy 2 592 invånare.

## Befolkningsutveckling
Antalet invånare i kommunen Sainte-Foy
| Referens: INSEE |